# High as Hope Tour
L'High as Hope Tour è il quarto tour mondiale del gruppo musicale britannico Florence and the Machine, a supporto del loro quarto album in studio High as Hope (2018).

## Scaletta
Questa è la scaletta del concerto dell'11 settembre 2018 a Portland. Non è pertanto rappresentativa di tutti i concerti.
1. June
2. Hunger
3. Between Two Lungs
4. Only If for a Night
5. Queen of Peace
6. South London Forever
7. Patricia
8. Dog Days Are Over
9. 100 Years
10. Ship to Wreck
11. The End of Love
12. Cosmic Love
13. Delilah
14. What Kind of Man
15. Big God
16. Shake It Out

## Artisti d'apertura
La seguente lista rappresenta il numero correlato agli artisti d'apertura nella tabella delle date del tour.
- St. Vincent = 1
- Lizzo = 2
- Kamasi Washington = 3
- Billie Eilish = 4
- Beth Ditto = 5
- Grizzly Bear = 6
- Perfume Genius = 7
- Wet = 8
- Marlon Williams = 9
- Leon Bridges = 10
- Jack River = 11
- Yellow Days = 12
- Young Fathers = 13
- Christine and the Queens = 14
- Blood Orange = 15
- Grace Vanderwaal = 16

## Date del tour
| Data              | Città               | Stato         | Luogo                                           | Artisti d'apertura |
| Nord America      | Nord America        | Nord America  | Nord America                                    | Nord America       |
| ----------------- | ------------------- | ------------- | ----------------------------------------------- | ------------------ |
| 10 settembre 2018 | Seattle             | Stati Uniti   | KeyArena                                        | 1 ; 2              |
| 11 settembre 2018 | Portland            | Stati Uniti   | Moda Center                                     | 1 ; 2              |
| 14 settembre 2018 | Salt Lake City      | Stati Uniti   | Maverik Center                                  | 1 ; 2              |
| 23 settembre 2018 | San Diego           | Stati Uniti   | Viejas Arena                                    | 3                  |
| 25 settembre 2018 | Hollywood           | Stati Uniti   | Hollywood Bowl                                  | 3                  |
| 26 settembre 2018 | Hollywood           | Stati Uniti   | Hollywood Bowl                                  | 3                  |
| 29 settembre 2018 | Irving              | Stati Uniti   | The Pavilion at Toyota Music Factory            | 3                  |
| 30 settembre 2018 | The Woodlands       | Stati Uniti   | The Cynthia Woods Mitchell Pavilion             | 3                  |
| 2 ottobre 2018    | Nashville           | Stati Uniti   | Bridgestone Arena                               | 4                  |
| 3 ottobre 2018    | Charlotte           | Stati Uniti   | Spectrum Center                                 | 4                  |
| 5 ottobre 2018    | Washington          | Stati Uniti   | The Anthem                                      | 5                  |
| 6 ottobre 2018    | Washington          | Stati Uniti   | The Anthem                                      | 5                  |
| 9 ottobre 2018    | Brooklyn            | Stati Uniti   | Barclays Center                                 | 3                  |
| 12 ottobre 2018   | Boston              | Stati Uniti   | TD Garden                                       | 6                  |
| 13 ottobre 2018   | Uncasville          | Stati Uniti   | Mohegan Sun Arena                               | 6                  |
| 14 ottobre 2018   | Filadelfia          | Stati Uniti   | Wells Fargo Center                              | 6                  |
| 16 ottobre 2018   | Toronto             | Canada        | Air Canada Center                               | 6                  |
| 19 ottobre 2018   | Chicago             | Stati Uniti   | United Center                                   | 7                  |
| 20 ottobre 2018   | Minneapolis         | Stati Uniti   | Target Center                                   | 7                  |
| Europa            |                     |               |                                                 |                    |
| 15 novembre 2018  | Leeds               | Regno Unito   | First Direct Arena                              | 8                  |
| 16 novembre 2018  | Birmingham          | Regno Unito   | Genting Arena                                   | 8                  |
| 17 novembre 2018  | Glasgow             | Regno Unito   | The SSE Hydro                                   | 8                  |
| 19 novembre 2018  | Dublino             | Irlanda       | 3Arena                                          | 8                  |
| 21 novembre 2018  | Londra              | Regno Unito   | The O2 Arena                                    | 8                  |
| 22 novembre 2018  | Londra              | Regno Unito   | The O2 Arena                                    | 8                  |
| 23 novembre 2018  | Manchester          | Regno Unito   | Manchester Arena                                | 8                  |
| 25 novembre 2018  | Brighton            | Regno Unito   | Brighton Centre                                 | 8                  |
| 26 novembre 2018  | Cardiff             | Regno Unito   | Motorpoint Arena Cardiff                        | 8                  |
| Oceania           |                     |               |                                                 |                    |
| 12 gennaio 2019   | Perth               | Australia     | Perth Arena                                     | 9                  |
| 16 gennaio 2019   | Adelaide            | Australia     | Botanic Park                                    | 9 ; 10             |
| 18 gennaio 2018   | Melbourne           | Australia     | Sydney Myer Music Bowl                          | 9                  |
| 19 gennaio 2019   | Geelong             | Australia     | Mt Duneed Estate                                | 9 ; 11             |
| 22 gennaio 2018   | Brisbane            | Australia     | Riverstage                                      | 9                  |
| 23 gennaio 2019   | Brisbane            | Australia     | Riverstage                                      | 9                  |
| 26 gennaio 2019   | Sydney              | Australia     | The Domain                                      | 9 ; 11             |
| 30 gennaio 2019   | Auckland            | Nuova Zelanda | Spark Arena                                     | 12                 |
| Europa            |                     |               |                                                 |                    |
| 2 marzo 2019      | Monaco di Baviera   | Germania      | Olympiahalle                                    | 13                 |
| 4 marzo 2019      | Zurigo              | Svizzera      | Hallenstadion                                   | 13                 |
| 5 marzo 2019      | Colonia             | Germania      | Lanxess Arena                                   | 13                 |
| 7 marzo 2019      | Anversa             | Belgio        | Sportpaleis                                     | 13                 |
| 9 marzo 2019      | Amburgo             | Germania      | Barclaycard Arena                               | 13                 |
| 11 marzo 2019     | Stoccolma           | Svezia        | Hovet                                           | 13                 |
| 12 marzo 2019     | Oslo                | Norvegia      | Oslo Spektrum                                   | 13                 |
| 14 marzo 2019     | Berlino             | Germania      | Mercedes-Benz Arena                             | 13                 |
| 15 marzo 2019     | Łódź                | Polonia       | Atlas Arena                                     | 13                 |
| 17 marzo 2019     | Casalecchio di Reno | Italia        | Unipol Arena                                    | 13                 |
| 18 marzo 2019     | Torino              | Italia        | Pala AlpiTour                                   | 13                 |
| 20 marzo 2019     | Barcellona          | Spagna        | Palau Sant Jordi                                | 13                 |
| 21 marzo 2019     | Madrid              | Spagna        | WiZink Center                                   | 13                 |
| 24 marzo 2019     | Parigi              | Francia       | AccorHotels Arena                               | 13                 |
| 25 marzo 2019     | Rotterdam           | Paesi Bassi   | Ahoy Rotterdam                                  | 13                 |
| Nord America      |                     |               |                                                 |                    |
| 12 maggio 2019    | Santa Barbara       | Stati Uniti   | Santa Barbara Bowl                              | 7                  |
| 13 maggio 2019    | Santa Barbara       | Stati Uniti   | Santa Barbara Bowl                              | 7                  |
| 15 maggio 2019    | Concord             | Stati Uniti   | Concord Pavilion                                | 14                 |
| 17 maggio 2019    | Las Vegas           | Stati Uniti   | T-Mobile Arena                                  | 14                 |
| 20 maggio 2019    | Denver              | Stati Uniti   | Red Rocks Amphitheatre                          | 14                 |
| 21 maggio 2019    | Denver              | Stati Uniti   | Red Rocks Amphitheatre                          | 14                 |
| 23 maggio 2019    | Chicago             | Stati Uniti   | Huntington Bank Pavilion at Northerly Island    | 15                 |
| 24 maggio 2019    | Detroit             | Stati Uniti   | DTE Energy Music Theatre                        | 15                 |
| 26 maggio 2019    | Toronto             | Canada        | Budweiser Stage                                 | 15                 |
| 28 maggio 2019    | Montréal            | Canada        | Bell Centre                                     | 15                 |
| 30 maggio 2019    | Boston              | Stati Uniti   | Xfinity Center                                  | 15                 |
| 3 giugno 2019     | Columbia            | Stati Uniti   | Merriweather Post Pavilion                      | 15                 |
| 5 giugno 2019     | Raleigh             | Stati Uniti   | Coastal Credit Union Music Park at Walnut Creek | 16                 |
| 6 giugno 2019     | Atlanta             | Stati Uniti   | Ameris Bank Amphitheatre                        | 16                 |
| 8 giugno 2019     | Orlando             | Stati Uniti   | Amway Center                                    | 16                 |
| 9 giugno 2019     | Miami               | Stati Uniti   | American Airlines Arena                         | 16                 |
| 15 giugno 2019    | Città del Messico   | Messico       | Palacio de los Deportes                         | 5                  |
| 16 giugno 2019    | Guadalajara         | Messico       | Auditorio Telmex                                | 5                  |
| 18 giugno 2019    | Monterrey           | Messico       | Auditorio Citibanamex                           | 5                  |
| Europa            |                     |               |                                                 |                    |
| 19 settembre 2019 | Atene               | Grecia        | Odeo di Erode Attico                            | N.D.               |
| 21 settembre 2019 | Atene               | Grecia        | Galatsi Olympic Hall                            | N.D.               |
| 22 settembre 2019 | Atene               | Grecia        | Odeo di Erode Attico                            | N.D.               |